# Dahlandermotor
Ein Dahlandermotor ist eine Schaltungsvariante einer Drehstrom-Asynchronmaschine zum Umschalten zwischen verschiedenen Drehzahlen. Die Schaltung ist benannt nach Robert Dahlander (1870–1935).

## Aufbau und Funktion

Dahlanderschaltung für niedrige (Dreieck) und hohe Drehzahl (Doppelstern)

Mit der Dahlanderschaltung kann die Polzahl der Asynchronmaschine (polumschaltbare Motoren) im Verhältnis 1:2 erhöht und somit deren Drehzahl annähernd im Verhältnis 2:1 verändert werden. Typische Anwendungen sind:
- Drehmaschinen mit zwei Grunddrehzahlen: langsam- oder schnelllaufend.
- 2-stufiger Lüfterantrieb für Gebäudelüftung
- Hubwerksmotoren in der Schifffahrt

Die Dahlander-Schaltung bietet bei Asynchronmaschinen in Käfigläuferausführung die Möglichkeit der Polumschaltung und damit der Drehzahlumschaltung. Jeder Wicklungsstrang der Maschine (z. B. U-V-W) ist in zwei Wicklungsteilen ausgeführt (1U-2U, 1V-2V und 1W-2W). Je nach deren Schaltung in Reihen- oder Parallelbetrieb lässt sich die Polzahl im Verhältnis 2:1 umschalten. Entsprechend ändert sich die Drehfelddrehzahl. Die gebräuchlichste ist die Dreieck-Doppelsternschaltung. Bei Reihenschaltung der Wicklungsteile erfolgt eine Dreieckverkettung der Stränge, die parallelgeschalteten Wicklungsteile hingegen werden im Stern verkettet, um durch Spannungsherabsetzung des Wicklungsteiles auf {\displaystyle U_{w}={\tfrac {U}{\sqrt {3}}}} eine zu hohe magnetische Flussdichte im Nutzbereich des Stators zu vermeiden.
Eine Erhöhung der Drehzahl über die durch die Netzfrequenz vorgegebene Drehzahl für zweipolige (p=1) Drehstrommaschinen ist ebenso wie bei der Synchronmaschine nur durch Erhöhung der Frequenz (z. B. durch Frequenzumrichter) oder durch den Einsatz von Getrieben möglich.
Lüfter oder Ventilatoren haben häufig beim Erreichen der hohen Betriebsdrehzahl ein großes Schwungmoment (Trägheitsmoment). Hierdurch wird das Schalten von der hohen Drehzahl auf die niedrige Drehzahl zu einem mechanischen Problem. Die Welle oder die Kupplung kann durch die plötzliche Drehzahländerung zerstört werden. Daher muss eine Austrudelzeit berücksichtigt werden, damit die momentane Drehzahl unterhalb der Nenndrehzahl liegt.
Polumschaltbare Motoren können auch in Asynchrongeneratoren mit Kurzschlussläufer eingesetzt werden. Durch die polumschaltbaren Wicklungen erreicht man eine weichere Netzkopplung und im gesamten Leistungsbereich eine optimale Energieausbeute. Eine Variation von Gordon Hindle Rawcliffe stellt die sogenannte PAM-Schaltung dar. Sie ermöglicht ein Drehzahlverhältnis von 1:1,5 als 4/6-poliger Antrieb nach dem Dahlanderprinzip.
Die Anschlüsse am Motorklemmbrett haben die Zahl dem Buchstaben vorangestellt (1U, 1V, 1W, 2U, 2V und 2W). Damit unterscheidet sich das von den üblichen Drehstrommotoren, denen der Buchstabe vorangestellt ist. Bei denen soll ja auch dargestellt werden, dass Spulen U/V/W je 2 Anschlüssen haben, und bei einem Dahlander gibt es 2× die Spulen U/V/W.

## Alternativen
Bei vielen Krananlagen und ähnlichen Anlagen wird auch oft ein Motor mit getrennten Wicklungen eingesetzt. Dadurch ist man nicht auf ein festes Verhältnis begrenzt, sondern kann theoretisch jedes Verhältnis zwischen der schnellen und langsamen Drehzahl produzieren. Typische Verhältnisse wären 2:3 oder 3:4, aber auch 1:2 wie beim Dahlander. Der Motor wird doppelt gewickelt, und es sind zwei Motoren in einem Gehäuse. Meist sind die intern werkseitig in Sternschaltung oder Dreieckschaltung (Y/Δ) konfiguriert, so dass man hier auch nur 6 Anschlüsse hat. Die notwendige Schütz-Schaltung ähnelt der Wende-Schützschaltung, nur ohne Vertauschen von zwei Außenleitern.
Es gibt auch Motoren die eine Dahlander-Wicklung und eine normale getrennte Wicklung haben, wodurch drei unterschiedliche Geschwindigkeiten ermöglicht werden.
Auch Varianten mit 2 getrennten Dahlander-Wicklungen für 4 verschiedene Drehzahlen sind bekannt.
In der Regel werden aber anstatt dieser Sondermotoren heutzutage eher einfache Asynchronmotoren mit Frequenzumrichter eingesetzt.
Die Kennziffern werden auch hier im steigenden Sinne der Drehzahlen dem Kennbuchstaben vorangestellt nach DIN EN 60034-8.